# Johannes Cuspinian

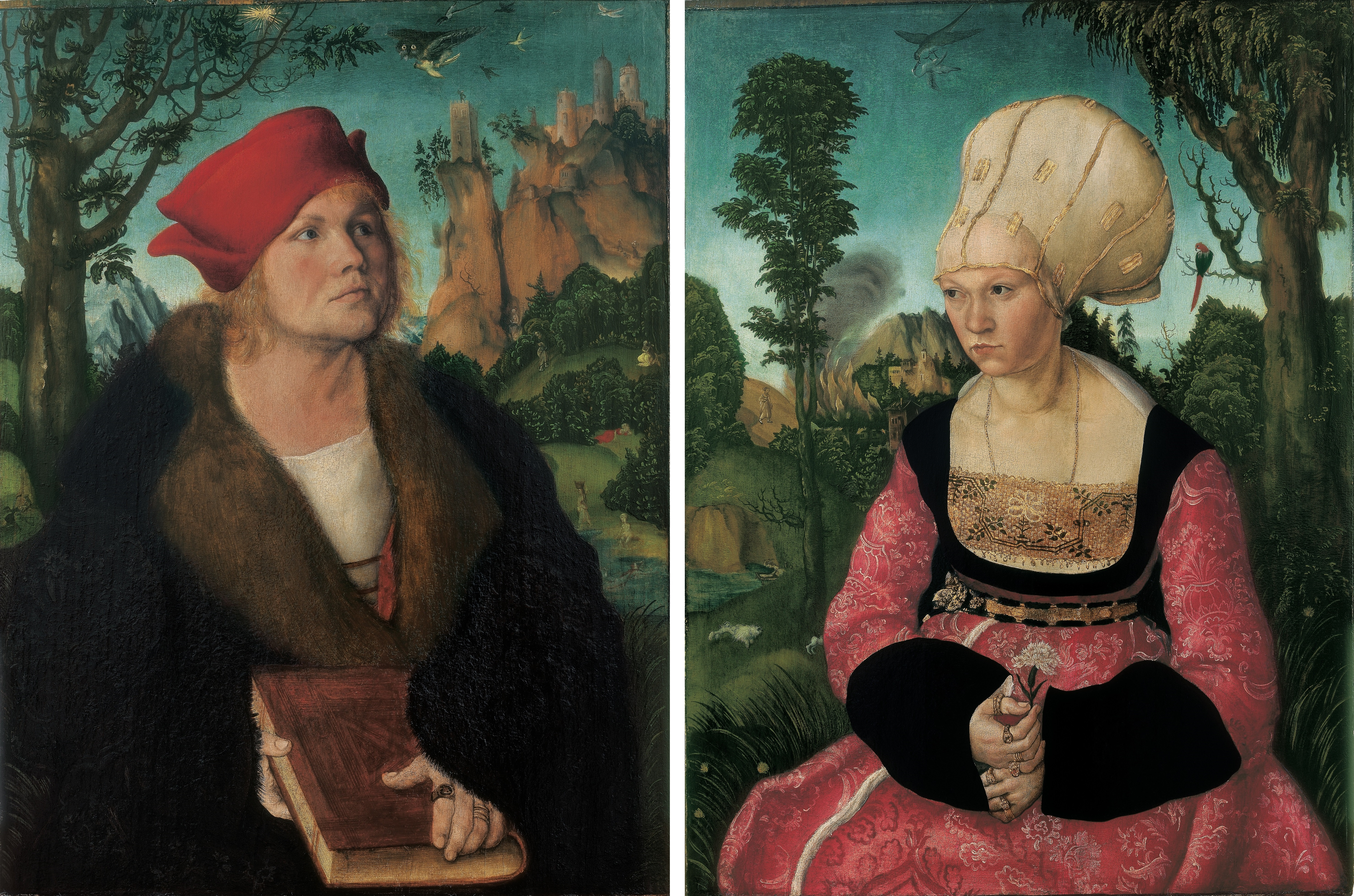
Porträt des Johannes Cuspinians und seiner Frau Anna von Lucas Cranach dem Älteren, 1503

Johannes Cuspinian (latinisiert für Johannes Spießheimer; * 1473 in Schweinfurt; † 19. April 1529 in Wien) war Humanist, Dichter und Diplomat in habsburgischen Diensten.

## Leben
In Wien, das seine wichtigste Wirkungsstätte wurde, studierte und lehrte Cuspinian die klassischen Sprachen, Literatur, Philosophie und zuletzt Medizin. In den humanistischen Zirkeln seiner Zeit wie zum Beispiel der Sodalitas litteraria Danubiana wirkte er selbst als Dichter, vor allem aber als Herausgeber antiker Texte. Er war an der Entstehung von Vorläufern des Österreichischen Staatsarchives beteiligt.
Eine Inschrift in seinem Haus zum steinernen Rössel in der Singerstrasse zu Wien lautet: Johannes Cuspinianus, gebürtiger Ost-Franke, Leiter des Wiener Gymnasiums, errichtete für sich, seine Gattin Anna und seine geliebten Kinder und der dankbaren Nachwelt dieses Haus im Jahre 1510 unter Kaiser Maximilian.
1510 trat er in den diplomatischen Dienst Kaiser Maximilians I. ein und vertrat das Habsburgerreich rund zehn Jahre lang am ungarischen Hof. Er wurde zum kaiserlichen Rat ernannt und bekam später die Ämter des Superintendenten der Wiener Universität und des Anwalts der Stadt Wien. In beiden Funktionen vertrat er die kaiserlichen Interessen den jeweiligen Institutionen gegenüber. Er war maßgeblich am Zustandekommen der habsburgischen Doppelhochzeit von 1515 beteiligt: die Heirat von Maximilians Enkelin mit König Ludwig von Ungarn begründete die Ansprüche Habsburgs auf Ungarn, eine wichtige Voraussetzung für die Weltmachtstellung Österreichs im 18. Jahrhundert. Dem berühmten Bild Bernhard Strigels von der Familie Maximilians, das diese Verbindung dokumentiert, ließ Cuspinian durch Strigel ein Bild der eigenen Familie gegenüberstellen. Das Porträt der Kaiserfamilie ist im Kunsthistorischen Museum in Wien ausgestellt. Das Porträt der Familie Cuspinian ist seit Mai 2019 im Strigel-Museum in Memmingen zu sehen. Gleichzeitig blieb Johannes Cuspinian als Publizist aktiv, erlebte aber nicht mehr die Veröffentlichung seines Hauptwerks, der Consules und der Caesares. Dabei handelte es sich um Biographien der Konsuln und Kaiser Roms, letztere fortgesetzt bis zu Maximilian I., vollendet 1528.

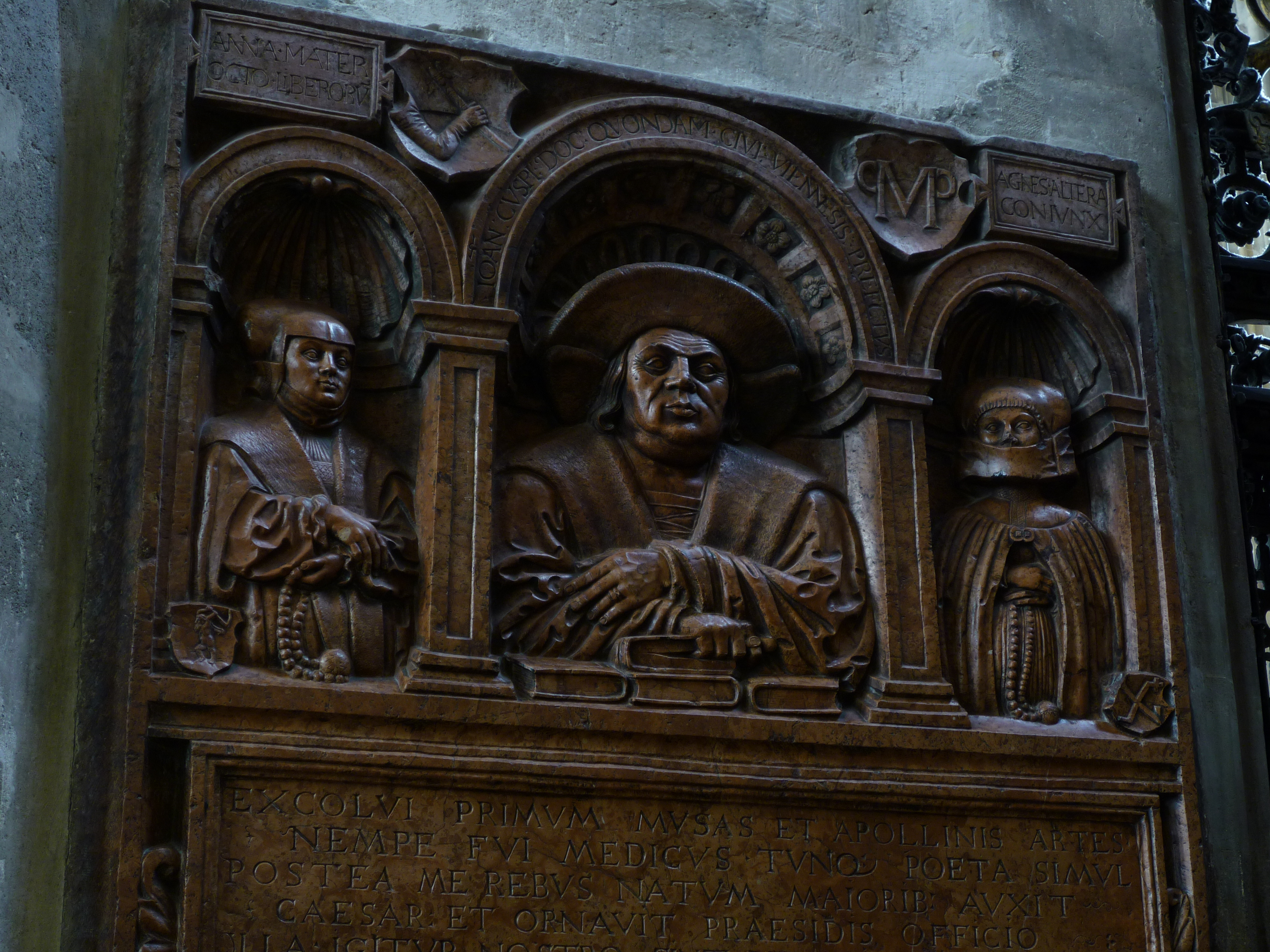
Cuspinian-Epitaph im Wiener Stephansdom

Cuspinians Grabmal im Stephansdom zu Wien trägt folgende Inschrift in Verbindung mit lateinischen Distichen: 
EXCOLVI PRIMVM MVSAS ET APOLLINIS ARTES

NEMPE FVI MEDICVS TVNCQ(ue) POETA SIMVL.

POSTEA ME REBUS NATVM MAIORIB(us) AVXIT

CAESAR ET ORNAVIT PRAESIDIS OFFICIO.

ILLA IGITVR NOSTRO SINT VERBA INSCRIPTA SEPVLCHRO

VNICA:  VIXI OLIM CVSPINIANVS ERAM

HISTORIAE IMMENSAE MONIMENTA AETERNA RELIQVI

VIVVS IN YS (=iis) SEMPER CVSPINIANVS ERIT

VIXIT ANN(os) LVI O(biit) ANN(o) MDXXIX MENSE APRILI DIE XIX 
IOAN(nes) CVSPI(nianus) DOC(tor), QVONDAM CIVI(tatis) VIENN(ensis) PREFECTUS 
CMP (Cuspinianus Medicus Poeta)
ANNA MATER OCTO LIBERORUM
AGNES ALTERA CONIVNX
Zuerst habe ich die Musen und die Künste des Apoll vervollkommnet, war ich doch Arzt und dann gleichzeitig auch Dichter. Mich, der ich zu Größerem geboren wurde, hat der Kaiser beglückt und mit dem Amt eines Präses ausgestattet. Daher sollen folgende Worte auf mein Grab geschrieben werden: „Ich war Cuspinian. Ich habe einige Schriftdenkmäler der unermesslichen Geschichte hinterlassen. In diesen wird Cuspinian immerdar weiterleben.“ Er lebte 56 Jahre lang und starb im Jahre 1529 im Monat April, am 19. Tag. Dr. Johannes Cuspinian, weiland Präfekt der Stadt Wien. Anna Maria, Mutter von 8 Kindern; Agnes, seine 2. Frau.

## Ehrungen
1894 wurde in Wien die Spießhammergasse nach ihm benannt, nach seinem eigentlichen Namen, der irrtümlich für Spießhammer anstatt richtig Spießheimer angenommen wurde.